# Stato ellenico (1941-1944)
Stato ellenico (in greco Ελληνική Πολιτεία, Ellinikí Politeía) era il nome dato per indicare il regime collaborazionista, un governo fantoccio, che venne istituito in Grecia nel 1941 a seguito della conquista tedesca del regno, determinando così la fine del Regime del 4 agosto, ovvero il governo dittatoriale di Ioannis Metaxas, che fino ad allora governava il paese. Difatti era uno Stato fantoccio dell'Italia e della Germania nazista, che però si dissolse nel 1944 a seguito della ritirata delle forze dell'Asse dal territorio greco.

## Storia

### Governo fantoccio

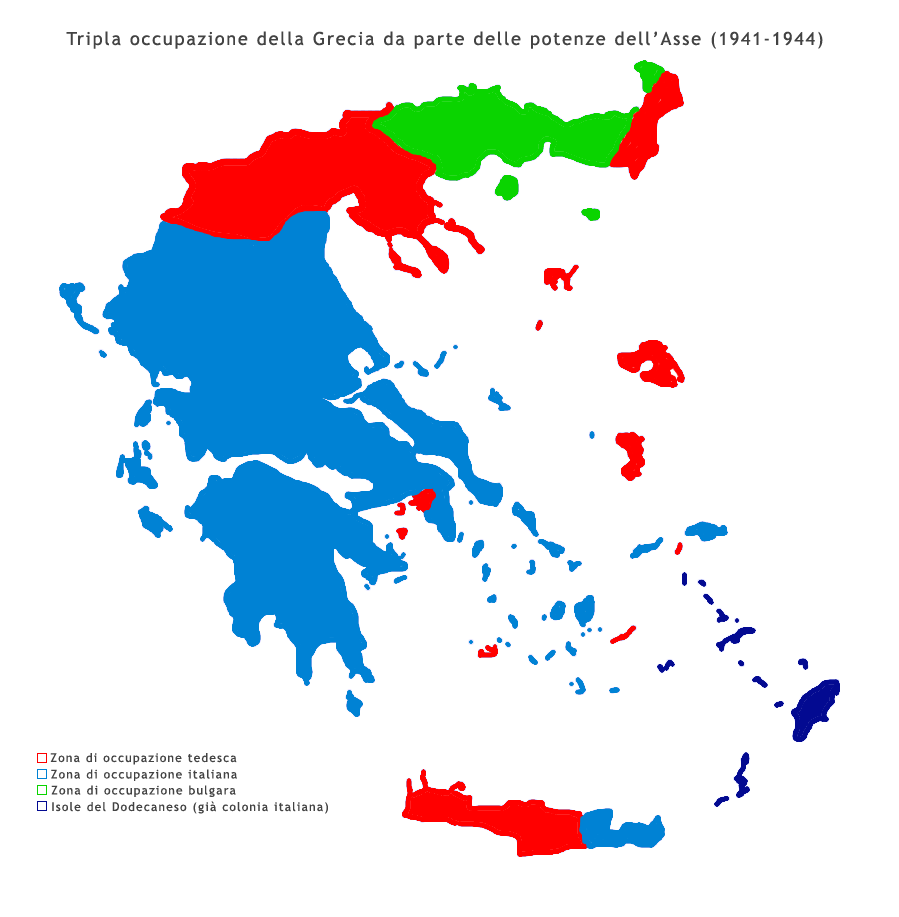
Il Regno di Grecia spartito tra Italia, Germania e Bulgaria, nel maggio 1941.

Il 28 aprile 1941, le truppe tedesche, soccorse all'Italia che alla fine del 1940 aveva cominciato una campagna militare fallimentare che aveva come obbiettivo la conquista della Grecia, entrarono ad Atene; il regno greco venne diviso in tre zone d'occupazione, amministrate dall'Italia, dalla Germania e dalla Bulgaria. Il 20 maggio dello stesso anno, la Germania incominciò l'attacco a Creta, difesa da poche forze inglesi e greche sostenute dalla popolazione; dopo la presa dell'isola, re Giorgio II di Grecia fu costretto ad abbandonare definitivamente il suo regno. Con la caduta definitiva della Grecia e di Creta cominciò anche la resistenza spontanea: molti prigionieri politici evasero ed entrarono nella clandestinità, mentre altri furono consegnati ai nazisti. Gli occupanti favorirono la costituzione di un governo fantoccio, istituito il 30 aprile 1941, presieduto da Georgios Tsolakoglu, incaricato di "mantenere l'ordine pubblico" . 

Il primo ministro Georgios Tsolakoglu.

La formazione di governi collaborazionisti e l'incentivazione di gruppi politici e sociali in questa direzione costituirono uno dei concetti fondamentali della politica di occupazione tedesca in tutti i paesi occupati. Sebbene il quadro di questa politica fosse sempre definito dagli occupanti, fu plasmato da persone disposte a perseguire i propri interessi attraverso la collaborazione, ufficiale o meno. Il generale Georgios Tsolakoglou, che in qualità di comandante di corpo d'armata aveva firmato l'armistizio con la Wehrmacht, formò il primo governo nel paese occupato. Alcuni ufficiali di alto profilo del regime greco prebellico prestarono servizio presso i tedeschi in vari incarichi. Questo governo, tuttavia, mancava di legittimità e appoggio, essendo totalmente dipendente dalle autorità di occupazione tedesche e italiane, ed era screditato a causa della sua incapacità di impedire la cessione di gran parte della Macedonia greca e della Tracia occidentale alla Bulgaria. Sia il governo collaborazionista che le forze di occupazione furono ulteriormente indeboliti dalla loro incapacità di impedire la carestia del 1941- 42, che creò l'impulso alla resistenza da parte della popolazione civile greca.

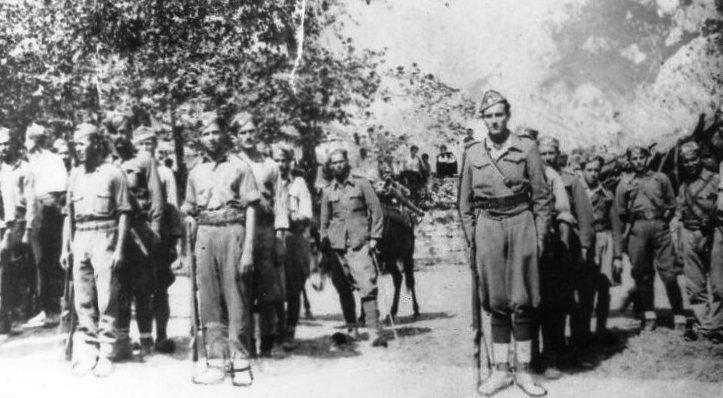
Membri dell'Ellinikós Laïkós Apeleftherotikós Stratós.

Tuttavia, pochi greci collaborarono con i nazisti e la maggior parte scelse la via dell'accettazione passiva o della resistenza attiva. In questo periodo si formò la Resistenza greca, uno dei movimenti di resistenza più efficaci nell'Europa occupata. I primi segni di resistenza armata si manifestarono nella Grecia settentrionale, dove il risentimento per le annessioni bulgare era forte, all'inizio dell'autunno del 1941. I tedeschi reagirono rapidamente, incendiando diversi villaggi e giustiziando 488 civili. La brutalità di queste rappresaglie portò effettivamente al collasso del movimento di guerriglia iniziale, che poi fu ripreso nel 1942 su scala molto più ampia. La principale fonte di attività partigiana furono le forze di guerriglia sostenute dai comunisti, il Fronte di Liberazione Nazionale (EAM), e la sua ala militare, l'Esercito Popolare di Liberazione Nazionale (ELAS), che condusse operazioni di sabotaggio e attacchi di guerriglia contro l'esercito tedesco con notevole successo. Altri gruppi di resistenza includevano un'organizzazione partigiana di destra, la Lega Nazionale Repubblicana Greca (EDES), guidata da un ex ufficiale dell'esercito, il colonnello Napoleon Zervas, noto repubblicano, e la Liberazione Nazionale e Sociale (EKKA), guidata dal colonnello Dimitrios Psarros, un monarchico. Questi gruppi erano formati da resti dell'esercito greco e dalle fazioni conservatrici della società greca. A partire dal 1943, in diversi casi, l'EDES e l'ELAS si scontrarono in una sorta di preludio alla guerra civile scoppiata dopo il ritiro tedesco nel 1944.

Konstantinos Logothetopoulos.

Il primo ministro Iōannīs Rallīs.

Il 2 dicembre 1942, il governo Georgios Tsolakoglu cadde, su ordine tedesco , e fu seguito dal professore di ginecologia dell'Università di Atene, Konstantinos Logothetopoulos, un fervente filo-tedesco che aveva servito nel governo precedente come vicepresidente e ministro dell'Educazione. Il terzo governo collaborazionista greco fu istituito il 7 aprile 1943 da Ioannis Rallis, l'unico politico di carriera a diventare primo ministro sotto le forze di occupazione. Contro la volontà dell'Italia fascista, che invece scelse il ministro delle finanze, fu scelto Iōannīs Rallīs, convinto monarchico. Rallis fu allarmato dalla sempre crescente parte comunista della Resistenza greca, che emerse per la prima volta con l'insurrezione ateniese del 22 luglio 1943, e infatti, con il consenso tedesco, creò delle formazioni armate utilizzate per sopprimere i nuclei partigiani. Il governo collaborazionista cessò di esistere dopo la ritirata tedesca e bulgara e la liberazione del paese nell'ottobre 1944 . Tuttavia, Creta e le isole dell'Egeo rimasero tuttavia sotto occupazione tedesca fino alla fine della seconda guerra mondiale in Europa nel maggio 1945.

### Economia e carestie

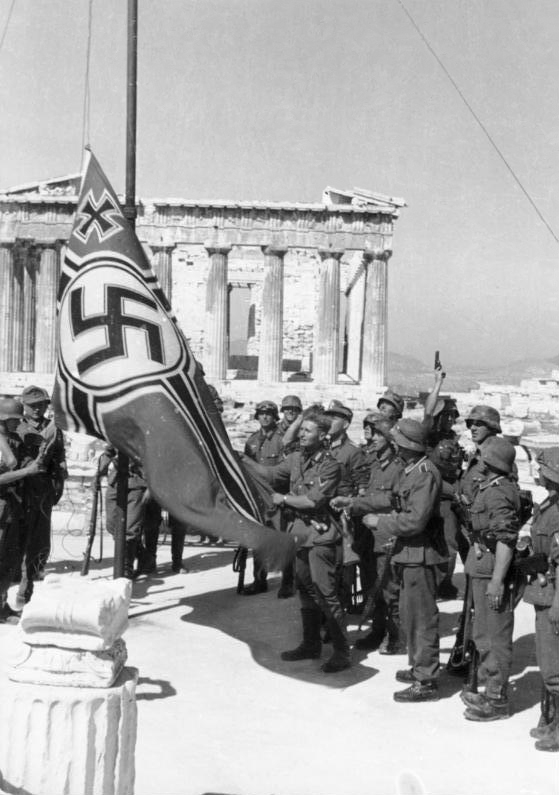
I tedeschi innalzano la bandiera nazista di fronte sull'Acropoli di Atene.

L'occupazione causò terribili difficoltà alla popolazione civile greca, poiché oltre 300.000 civili morirono di fame nella sola Atene, decine di migliaia in seguito a rappresaglie; le minoranze, in particolare gli ebrei, furono deportate nei campi di concentramento. Nelle zone occupate da Bulgaria e Germania, la pulizia etnica tentò di sradicare generazioni di residenti greci. L'economia del paese fu rovinata; il debole settore economico greco era già stato devastato dai sei mesi di guerra precedenti l'invasione tedesca, a cui si aggiunse l'incessante sfruttamento economico da parte del Reich. Materie prime e generi alimentari furono requisiti e il governo collaborazionista fu costretto a pagare i costi dell'occupazione, dando origine a un'inflazione, ulteriormente aggravata da un "prestito di guerra" che la Grecia fu costretta a concedere alla Germania, che svalutò gravemente la dracma. Le requisizioni, insieme al blocco alleato della Grecia, al degrado delle infrastrutture del paese e all'emergere di un potente e ben collegato mercato nero, portarono alla grande carestia durante l'inverno del 1941-42, quando circa 300.000 persone morirono nell'area metropolitana di Atene. 
Nonostante gli aiuti da paesi neutrali come Svezia e Turchia, la stragrande maggioranza dei generi alimentari finì nelle mani di funzionari governativi e commercianti del mercato nero, che sfruttarono i loro legami con le autorità di occupazione dell'Asse per "acquistare" gli aiuti e poi rivenderli alla popolazione disperata a prezzi enormemente gonfiati. Le grandi sofferenze e la pressione del governo greco in esilio costrinsero infine gli inglesi a revocare parzialmente il blocco e, dall'estate del 1942, la Croce Rossa Internazionale fu in grado di distribuire rifornimenti in quantità sufficienti alla popolazione.

### Forze armate

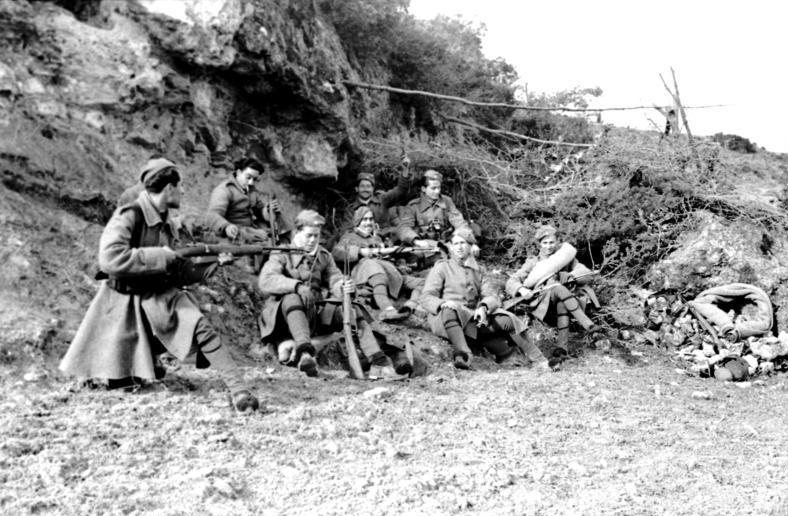
Reparto dei Battaglioni di Sicurezza.

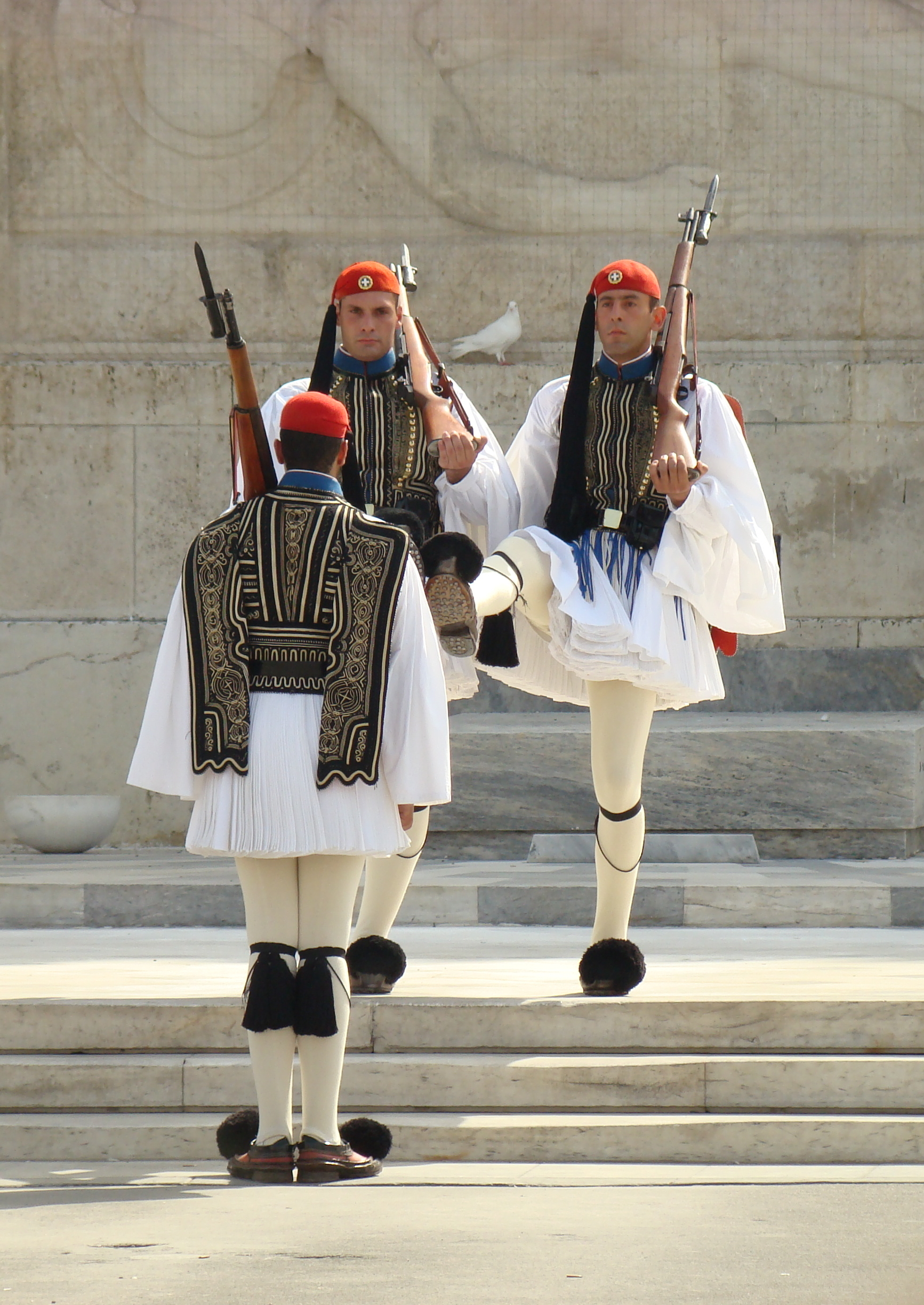
Euzoni nel loro costume tradizionale.

Il governo Rallis, istituito nell'aprile del 1943, fu fu segnato dall'ascesa della collaborazione armata e in particolare dalla formazione degli Evzone o Battaglioni di Sicurezza, una forza militare promossa dallo Stato che avrebbe combattuto l'EAM/ELAS di sinistra, i partigiani greci, per salvare l'ordine politico e sociale, come Rallis stesso credeva e che aveva persino posto come precondizione ai tedeschi affinché accettassero l'incarico . I tedeschi erano entusiasti di accettare una simile proposta, perché la partecipazione dei "nazionalisti" greci alla lotta contro la resistenza di sinistra non solo avrebbe "risparmiato prezioso sangue tedesco", ma sarebbe stata anche una seria "misura politica nel corso della lotta contro il comunismo, poiché la parte anticomunista della popolazione greca deve essere messa completamente sotto pressione, in modo da essere chiaramente definita e spinta a un'aperta ostilità verso la parte comunista", come disse il comandante della Wehrmacht nei Balcani. Questa propaganda approfondì la divisione politica tra i greci. Entro la fine del 1943, i Battaglioni di Sicurezza avrebbero partecipato a incursioni e rastrellamenti contro l'EAM/ELAS ad Atene e altrove, effettuando arresti e giustiziando ostaggi di propria iniziativa. Il graduale consolidamento di uno stato fantoccio anticomunista, alimentato da questa escalation di violenza, fu sostenuto da vari politici, personalità, alti funzionari e ufficiali di carriera dell'esercito .

Simbolo del Corpo di militari volontari greci della Ellinika Tagmata Asphaleias, conosciuti come Battaglioni di Sicurezza.

I Battaglioni di Sicurezza non erano l'unico gruppo militare nella Grecia occupata: in Macedonia, la famigerata organizzazione "Esercito Nazionale Greco (EES)" del colonnello Georgios Poulos operava sotto il comando delle SS e collaborava con altre formazioni paramilitari, come i gruppi di Vichos e Dangoulas e lo Jagdkommando Schubert, che commisero atrocità a Giannitsa ed a Chortiatis, nel settembre 1944. Saccheggi erano all'ordine del giorno. Secondo la ricerca storica, non meno di 20.000 greci presero le armi per sostenere le forze di occupazione. La Grecia rappresenta una sorprendente eccezione alla regola europea della persecuzione dei collaborazionisti dopo la guerra. A causa della svolta anticomunista dell'ordine politico durante la Guerra civile greca e molto tempo dopo, i collaborazionisti armati – con pochissime eccezioni – non solo evitarono la giustizia postbellica, ma furono anche riconosciuti come puri nazionalisti che avevano combattuto per una giusta causa .